# Копровниця
Копровниця (словац. Koprovnica) — річка в Словаччині, ліва притока Старої Ріки, протікає в округах Зволен і Вельки Кртіш.
Довжина — 27 км.
Витік знаходиться в масиві Крупінська Планина на висоті 775 метрів.
Впадає у Стару Ріку біля села Пуотор.